# Trinity (test nuklearny)

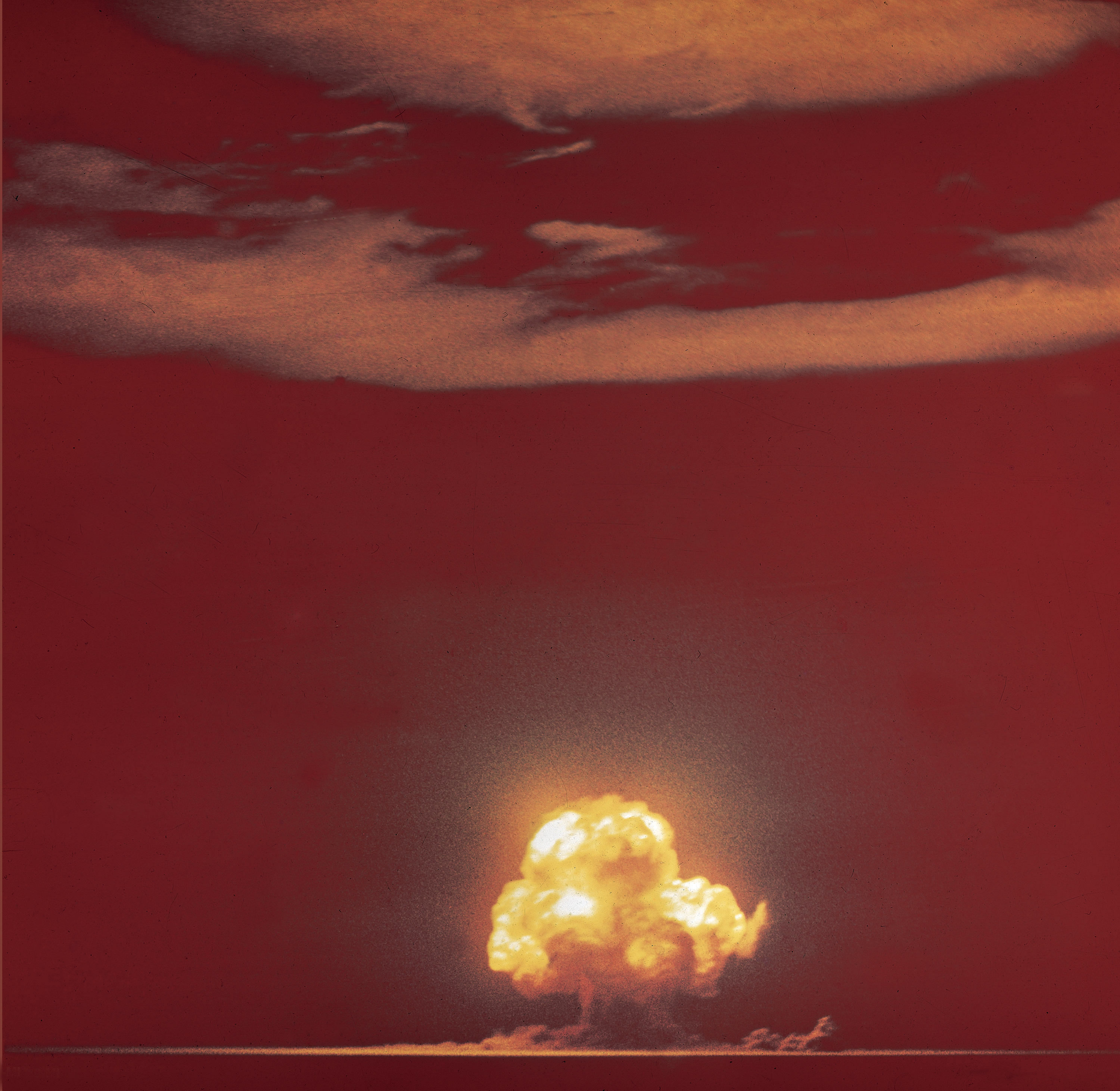
Jedyne kolorowe zdjęcie testu

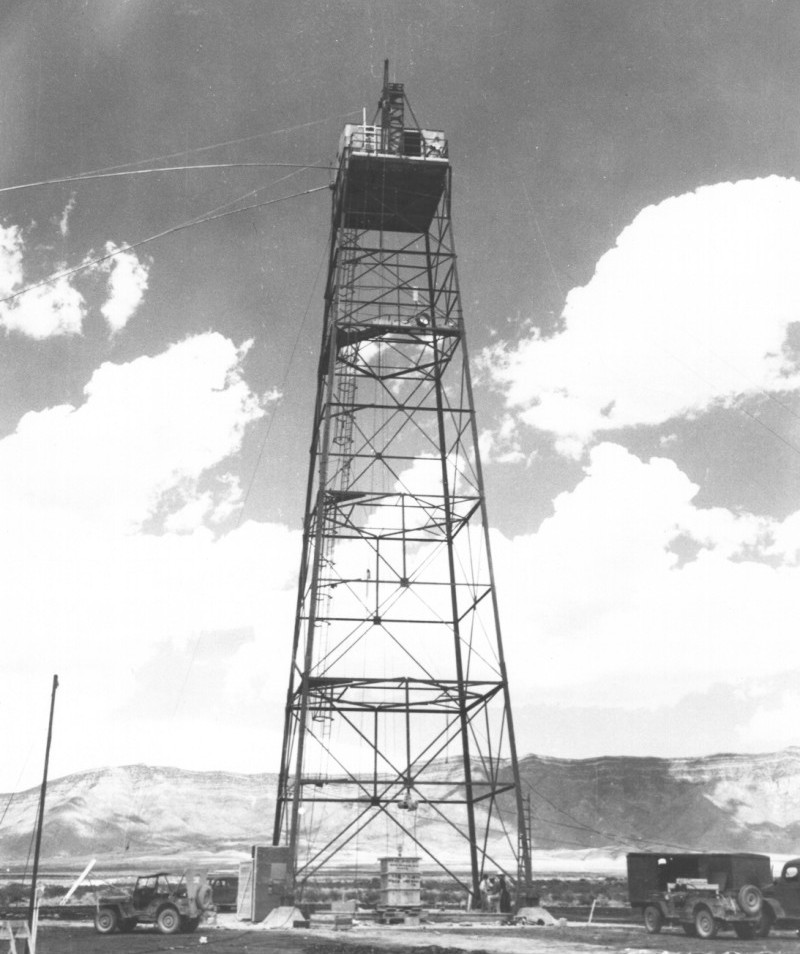
Wieża w punkcie zero

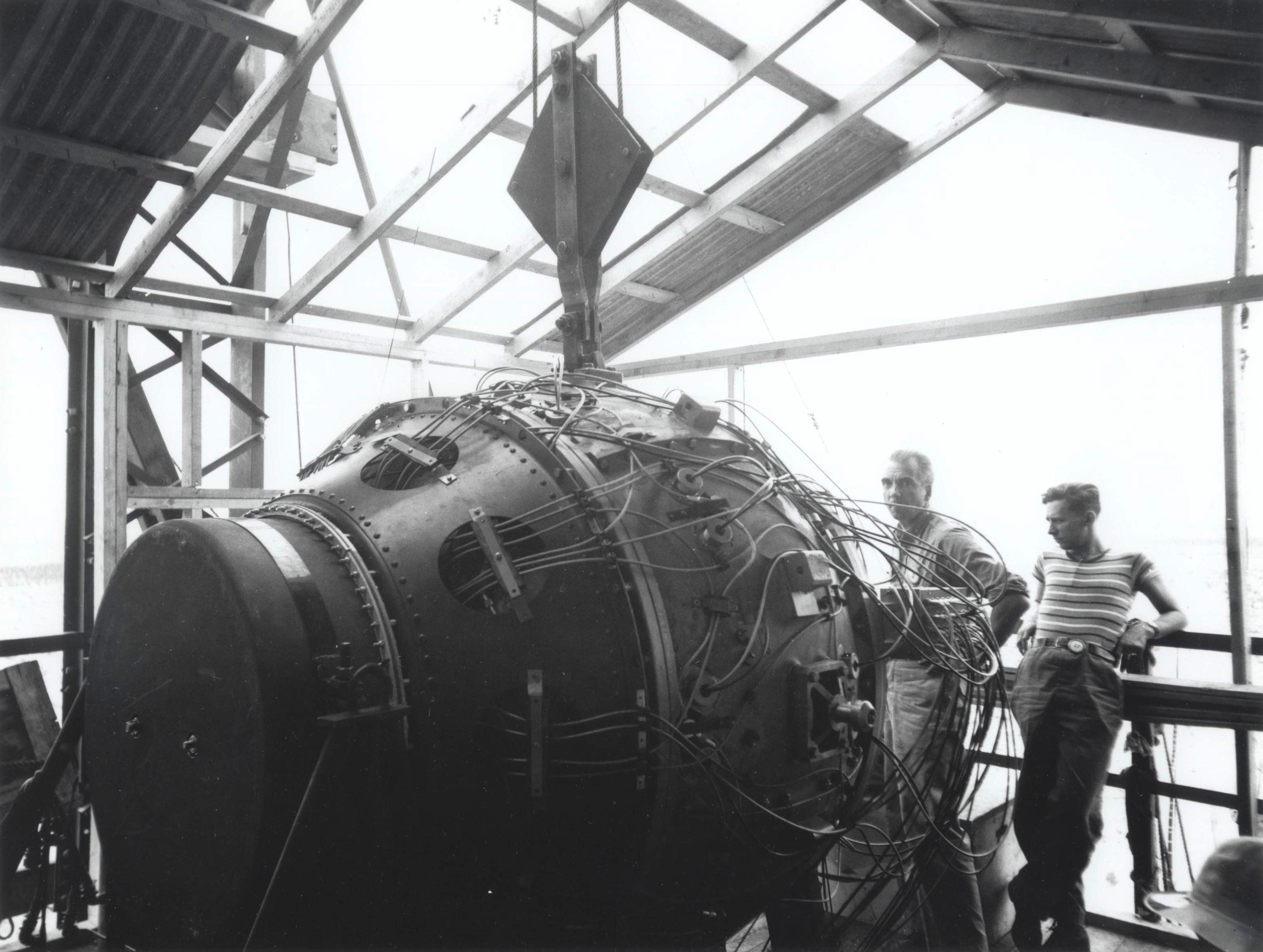
„Gadżet” przygotowany do próby

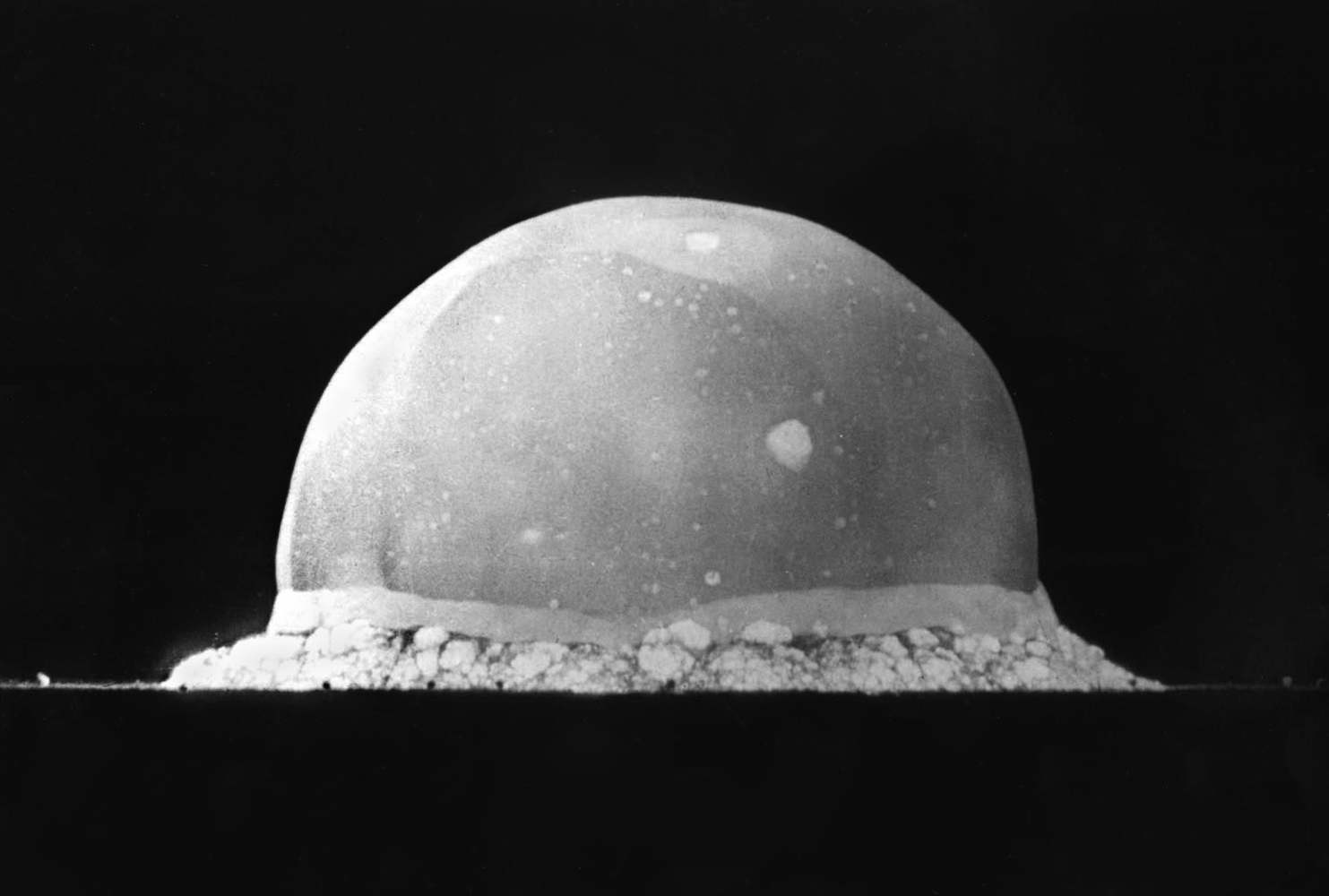
Trinity 16 ms po detonacji. Kula ognia ma około 200 metrów wysokości

Trinity (ang. Trójca) – kryptonim nadany przez Roberta Oppenheimera, pierwszego naziemnego testu broni atomowej przeprowadzonego przez Stany Zjednoczone 16 lipca 1945 roku. Detonacja bomby plutonowej miała siłę około 20 kiloton i jest uznawana za początek ery atomu. Test Trinity był momentem kulminacyjnym kilkuletniego programu prac nad bronią jądrową, znanego jako Projekt Manhattan.
Test przeprowadzono na pustyni w pobliżu miasta Alamogordo w Nowym Meksyku, w miejscu nazywanym przez hiszpańskich konkwistadorów Jornada del Muerto (hiszp. „droga umarłego”), na poligonie noszącym obecnie nazwę White Sands Missile Range.

## Przygotowania
Przygotowania do eksplozji trwały niemal rok. W odległości 9–10 kilometrów od wyznaczonego punktu zero wybudowano trzy schrony obserwacyjne. 7 maja 1945 roku przy użyciu 108 ton trotylu wymieszanego ze zużytym paliwem jądrowym przeprowadzono próbny wybuch kalibracyjny. Do celów właściwego eksperymentu wybudowano 30-metrową stalową wieżę z platformą na szczycie do umieszczenia ładunku nuklearnego. Celem było uzyskanie warunków w przybliżeniu podobnych do rzeczywistych, gdy bomba zrzucona z samolotu eksploduje na pewnej wysokości nad celem. Właściwy ładunek, noszący kryptonim „Gadżet”, dostarczono z laboratorium Los Alamos 12 lipca i zamontowano na miejscu następnego dnia. „Gadżet” był ładunkiem nuklearnym, w którym głównym materiałem rozszczepialnym był pluton 239Pu, a masę krytyczną, konieczną do rozpoczęcia reakcji łańcuchowej, uzyskiwano poprzez implozję wytwarzającą ciśnienie wystarczające do kompresji stałego rdzenia plutonu, powodując kilkukrotny wzrost jego pierwotnej gęstości. Eksperyment miał potwierdzić, że ten typ ładunku nuklearnego będzie działał zgodnie z obliczeniami teoretycznymi. Bombę atomową Fat Man o tej samej konstrukcji zdetonowano nad japońskim miastem Nagasaki 9 sierpnia 1945 roku.

## Wybuch
Eksplozję zaplanowaną na 16 lipca o godzinie 2:00 opóźniono do 5:30 z powodu deszczu i burzy w okolicy. Obawiano się, że deszcz zwiększy opad promieniotwórczy, a błyskawice mogą spowodować niekontrolowane odpalenie ładunku.
Końcowe odliczanie rozpoczęto o 5:10. Wybuch nastąpił dokładnie o godzinie 5:29:45. Siła eksplozji była na tyle duża, że spowodowała drżenie szyb w odległości 320 kilometrów od punktu zero. Powstały krater miał promień około 40 metrów i głębokość około 1,4 metra. Piasek w miejscu eksplozji uległ całkowitemu stopieniu, dając w efekcie zielonkawe radioaktywne szkliwo, nazwane potem trynitytem, rozrzucone wokół krateru w promieniu około 300 metrów. Grzyb atomowy osiągnął wysokość około 12 kilometrów. Wydarzenie było filmowane i fotografowane przez wiele kamer rozmieszczonych w różnych miejscach poligonu. Prowadzono także bieżące pomiary skażenia promieniotwórczego oraz obserwacje meteorologiczne. Większość naukowców zaangażowanych w budowę bomby obserwowała eksperyment z bunkrów lub z pobliskiej bazy wojskowej. Kilka godzin po wybuchu Robert Oppenheimer i Enrico Fermi dwoma czołgami pojechali do punktu zero, aby naocznie sprawdzić efekty eksplozji. Stwierdzono, że z wieży, na której umieszczono ładunek, pozostały tylko fragmenty żelbetowych fundamentów.
Aby zachować próbę w tajemnicy, przygotowano brzmiący dość prawdopodobnie oficjalny komunikat dla prasy, który głosił, że w magazynach amunicji na poligonie doszło do przypadkowej dużej eksplozji, która nie spowodowała żadnych ofiar w ludziach. Prawdziwą przyczynę ujawniono dopiero po zrzuceniu bomby na Hiroszimę, a pełny raport techniczny z próby odtajniono w maju 1976 roku.
Prezydent Stanów Zjednoczonych Harry Truman oczekiwał na wyniki testu będąc w tym czasie na konferencji poczdamskiej. Otrzymał zakodowany telegram o treści: „Operacja odbyła się dziś rano. Brak jeszcze pełnej diagnozy, ale wyniki wydają się być zadowalające, a nawet przekroczyły wstępne oczekiwania. Dr Groves jest zadowolony”.

## Losy powojenne
W 1952 roku miejsce w okolicach punktu zero zostało wyrównane spychaczami, a pozostały trynityt zebrany. W 1965 roku rząd Stanów Zjednoczonych wpisał je na listę narodowych pomników historycznych. W punkcie zero wzniesiono obelisk z miejscowej lawy. Teren nadal pozostaje zamknięty, ale dwa razy w roku, w pierwsze soboty kwietnia oraz października organizowane są „dni otwarte” dla publiczności. Promieniowanie w miejscu eksplozji nadal dziesięciokrotnie przekracza naturalne tło promieniowania.

## Inspiracje w kulturze
- Testu Trinity dotyczył utwór Fuel The Hate grupy Soulfly, wydany na płycie Dark Ages (2005). Rozpoczyna się on od wyrecytowanych słów „Monday, July 16th, 1945, 5:30am”.
- Wydarzenie to zostało zawarte w serialu „Twin Peaks” (2017, reżyseria David Lynch, Mark Frost).
- Test Trinity został przedstawiony w filmie Christophera Nolana – Oppenheimer (2023) będącym biografią szefa projektu Manhattan.